# 김종만 (격투기 선수)
김종만은 대한민국의 종합격투기 선수다.

## 종합격투기 경력
2004년 5월 : 김미파이브 25전 22승 1무 2패 20K.O
2005년 3월 19일 : K-1 / WORLD GP IN SEOUL 출전
2005년 11월 6일 : K-1 / HERO IN SEOUL 출전
2006년 ~ 2009년 : 코리안 탑팀 주장
2009년 3월 20일 : 센코쿠 '페더급 토너먼트' 출전
2009년 12월 31일 : K-1 / '다이너마이트'출전
2010년 6월 16일 ~ 17일 : Martial Combat 2010 챔피언
현재 : 특전사파이터 김종만짐 감독

## 종합격투기 전적
Martial Combat 2010 챔피언
한국인 최초 세계 페더급 세계랭킹 8위
총 전적 : 30승 11패 3무